# Hermann Gumpel

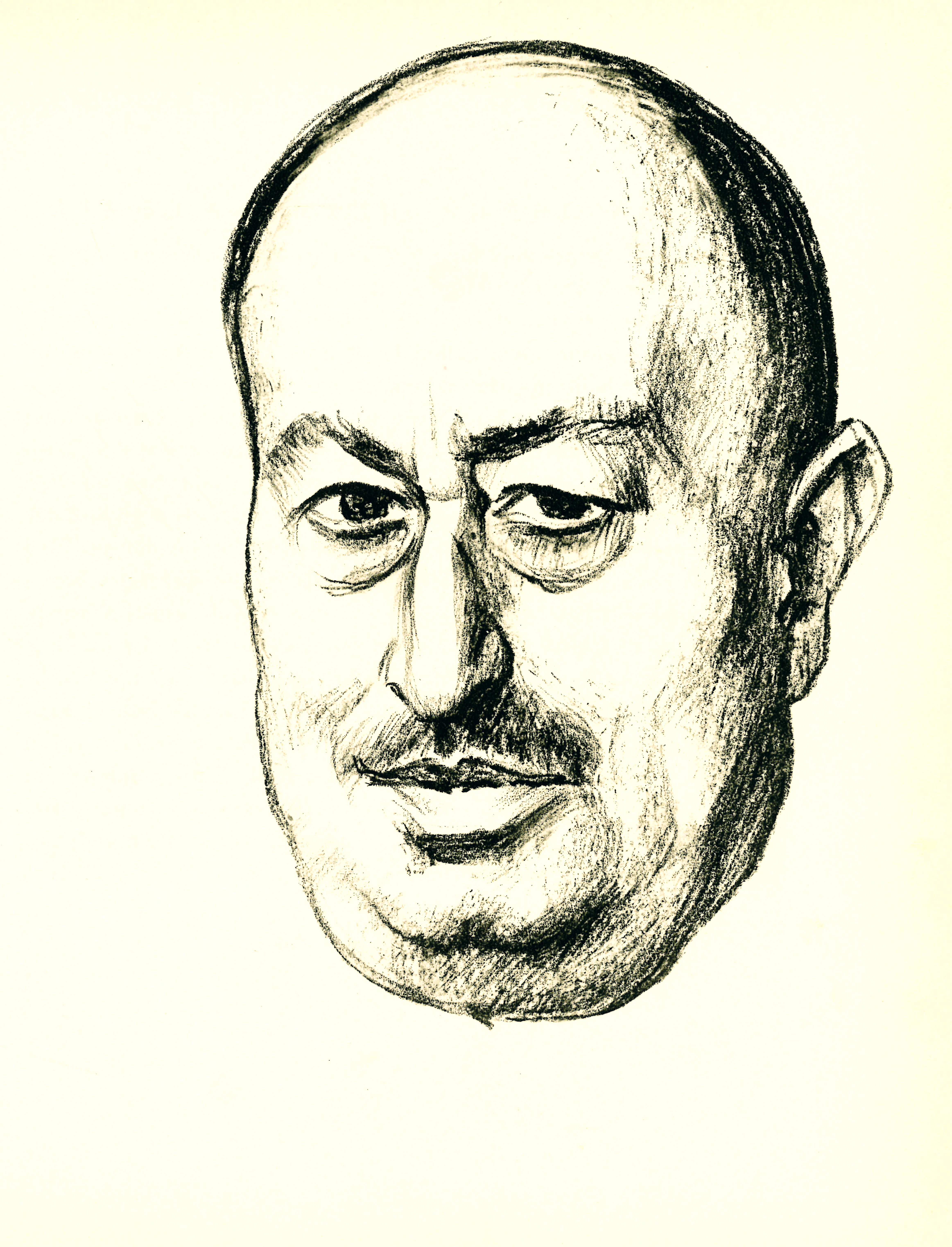
„Kommerzienrat Hermann Gumpel“;
Zeichnung von August Heitmüller, um 1929

Hermann Gumpel (geboren 4. Februar 1862 in Lindhorst; gestorben 7. Januar 1935 in Assuan, Ägypten) war ein deutscher Bankier, Industrieller im Bergbau, Kommerzienrat, Kunstsammler und Mäzen.

## Leben

### Familie (unvollständig)
Hermann Gumpel entstammte einer jüdischen Familie. Er war der Sohn des Getreide- und Holzhändlers Gustav Gumpel (1829–1889) und der Emilie, geborene Franck (1837–1911). Zu seinen Geschwistern zählte sein jüngerer Bruder Max Gumpel (1863–1913), der spätere Prokurist und Gesellschafter des Familienunternehmens. Sein anderer Bruder, der Bankier Julius Gumpel, Vater von Kurt Gumpel, wurde 1942 im Vernichtungslager Treblinka ermordet.
Mit seiner Ehefrau Sophie Franck (geboren 1861) hatte er zwei Kinder: Hedwig Friedländer und Gustav Gumpel. Sophie starb in jungen Jahren am 27. September 1907. Sie wurde auf dem Jüdischen Friedhof An der Strangriede bestattet.

### Werdegang
Geboren 1862 in dem kleinen Ort Lindhorst, besuchte Hermann Gumpel zunächst die Israelitische Schule und anschließend von 1872 bis 1878 das Gymnasium Adolfinum in Bückeburg. Nach einer kaufmännischen Ausbildung trat er in der Gründerzeit des Deutschen Kaiserreichs am 1. April 1878 in das von seinem Vater begründete Handelsgeschäft „Z. H. Gumpel“ ein und wurde 1886 Teilhaber des Unternehmens.
1894 wurde der Betrieb nach Hannover verlegt und als Bankhaus Z. H. Gumpel zu einem modernen Bankhaus ausgebaut. Nachdem auch sein Bruder Julius in die Leitung der Bank eingestiegen war, engagierte sich das Haus in der Kaliindustrie der Region. Anfänglich beteiligte sich das Bankhaus durch die beiden Brüder an Gesellschaften für Tiefbohrungen, dann gründeten und übernahmen sie Bergwerke zur Kaliförderung, etwa 1906 das Kaliwerk Siegfried-Giesen, 1909 Rössing-Barnten, 1918 die Asse und 1921 die Heldburg AG. Auf Anregung von Hermann Gumpel und unter seiner Leitung entstand so der „Gumpel-Kalikonzern“ als führender Konzern seiner Branche.

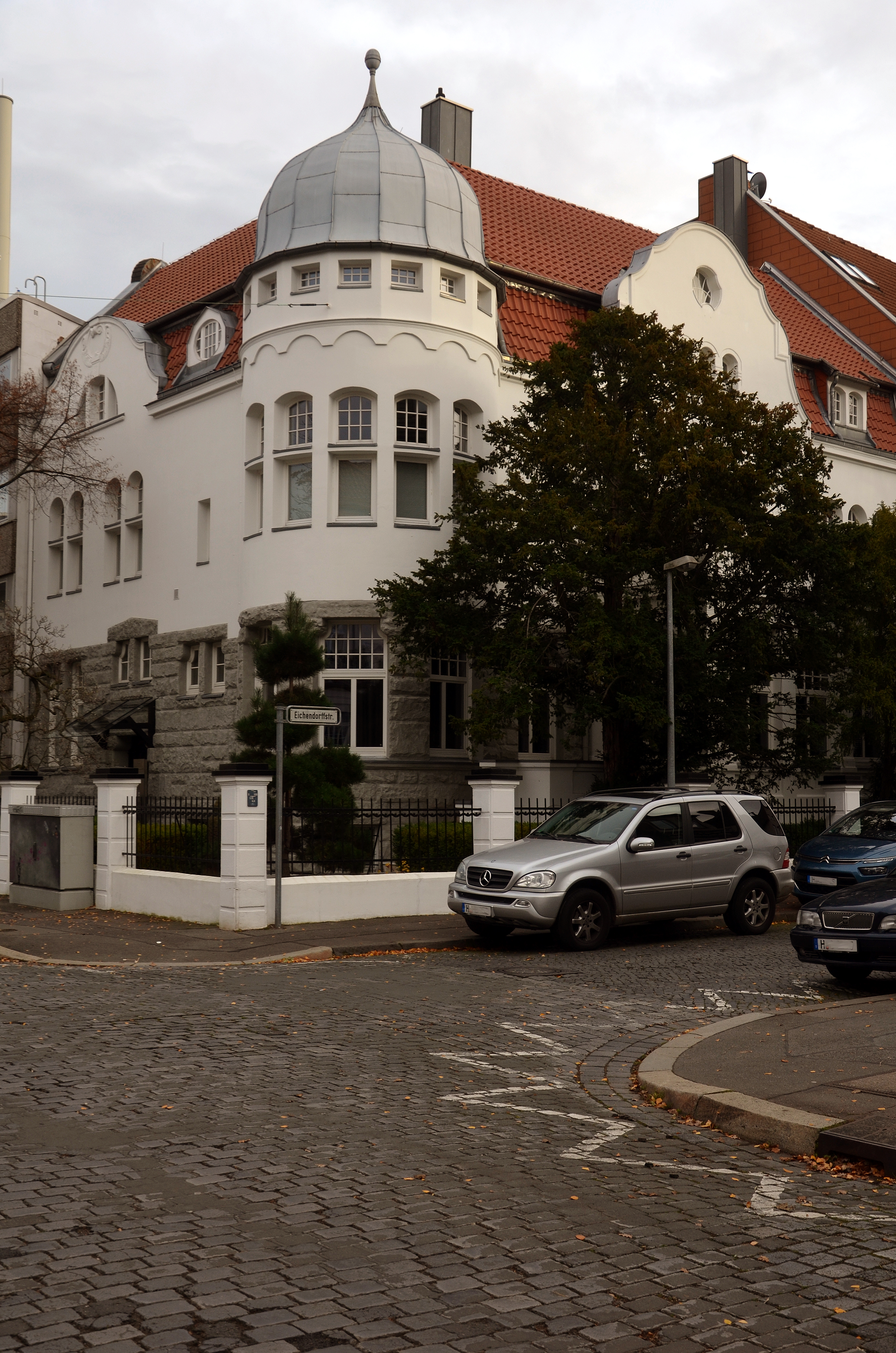
Die Villa Seelhorststraße 22 Ecke Eichendorffstraße im Stadtteil Zoo

Unterdessen hatte sich Hermann Gumpel 1907 als Bauherr von dem Architekten Wilhelm Mackensen eine Villa in der damaligen Eichendorffstraße 14, der heutigen Seelhorststraße 22 errichten lassen; das Gebäude im hannoverschen Stadtteil Zoo steht heute unter Denkmalschutz.
Ebenfalls noch zur Zeit des Deutschen Kaiserreichs war Gumpel 1911 der Titel des Kommerzienrates verliehen worden.
Während des Ersten Weltkrieges wurde Gumpel mit der Verleihung des Eisernen Kreuzes Zweiter Klasse ausgezeichnet.
In der noch jungen Weimarer Republik vermittelte Hermann Gumpel 1920 den Erwerb der Aktien-Mehrheit der hannoverschen Straßenbahn an den preußischen Staat. Zudem tätigte er „[...] für den preussischen Staat wichtige Erwerbungen, die [... später] die Grundlage der Preußischen-Elektrizitäts-A.G.“ bildeten.
Hermann Gumpel beteiligte sich mit dem Familienunternehmen an zahlreichen Industrien, etwa im Bergbau sowie in der Elektro- und Asphalt-Branche. Er selbst war Vorsitzender oder zumindest Mitglied von 35 Aufsichtsräten und Grubenvorständen. So war er Mitglied des Aufsichtsrates, später des Verwaltungsrates des Deutschen Kalisyndikates, stritt für eine Verständigung mit der französischen Kaliindustrie (1925/26), „unterstützte die Auslandsanleihe der deutschen Kaliindustrie“ 1926. maßgeblich ebenso wie das Exportabkommen mit der französischen Kaliindustrie.
1926 verkauften die Brüder ihre Kaliwerke an den Burbach-Konzern, da sich eine fortschreitende und wirtschaftlich immer mächtigere Kartellbildung in der Kaliwirtschaft gebildet hatte.

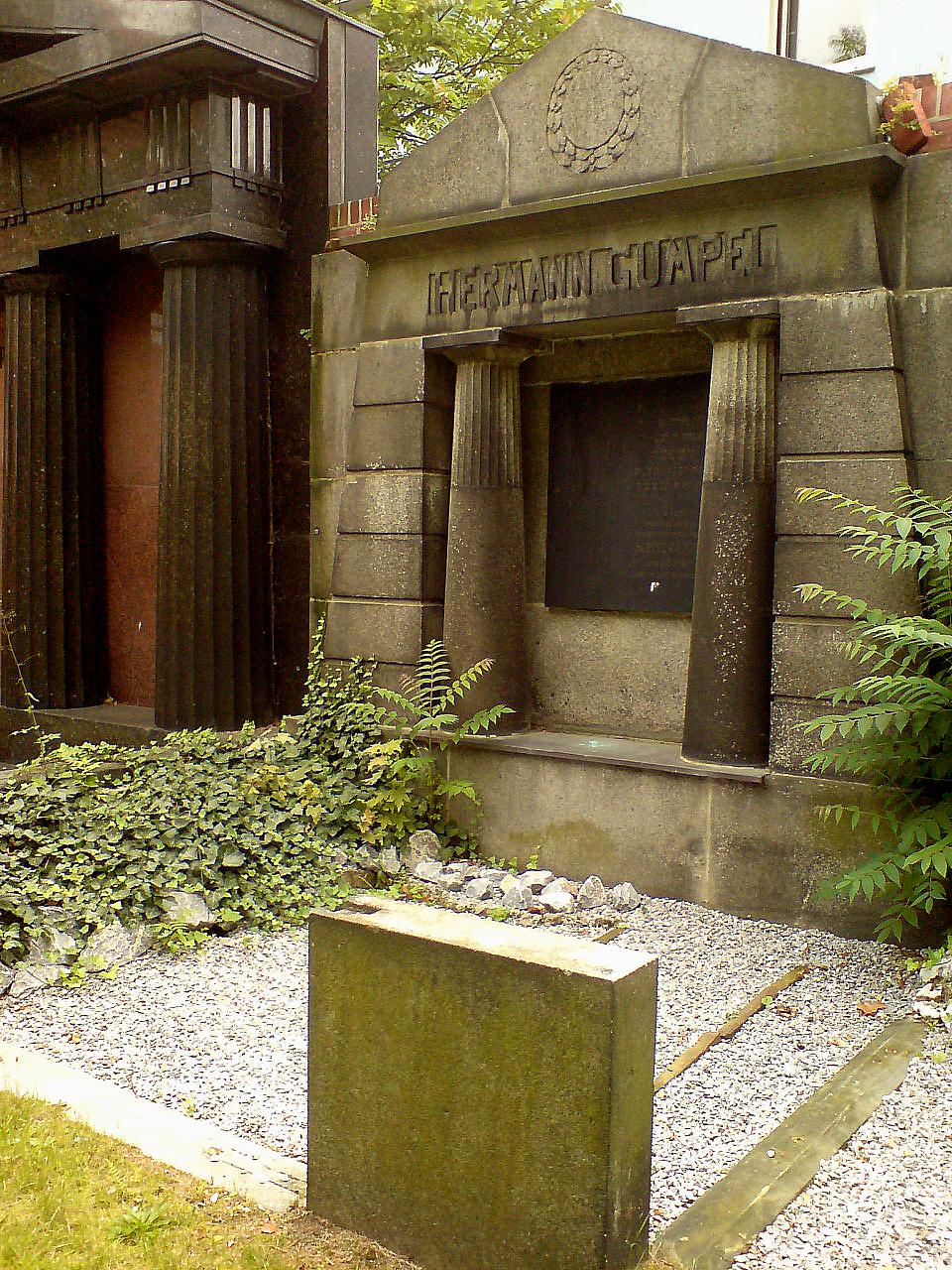
Vorbereitetes Grabmal für Hermann Gumpel auf dem Jüdischen Friedhof An der Strangriede

Zeitweilig war Hermann Gumpel Mitglied im „Landeseisenbahnrat“. Sein Einfluss als Finanzfachmann erstreckte sich unter anderem auch auf den Bereich der Asphalt-, Gummi- und Eisenindustrie.
Hermann Gumpel war privat Sammler und Förderer der Künste und galt als „[...] Wohltäter im Stillen“.
Im Jahr 1927 hinterließ Hermann Gumpel „Umzugsgut“ im schweizerischen Kreuzlingen (Kanton Thurgau). Am 6. Januar 1930 erwarb er rund 5.000 Quadratmeter „Wiesland an der Säntis- und der Bahnhofstrasse und 240 Quadratmeter Fahrweg“ in Kreuzlingen.
Noch im Jahr der Machtergreifung durch die Nationalsozialisten 1933 entschied sich Hermann Gumpel für die Emigration in die Schweiz. Er starb 1935 in Assuan in Ägypten.
Das Bankhaus Z. H. Gumpel hingegen wurde 1938 liquidiert.

## Jüdischer Friedhof An der Strangriede
In dem auch für ihn vorbereiteten Grab auf dem Jüdischen Friedhof An der Strangriede wurde lediglich Gumpels bereits 1907 verstorbene Ehefrau Sophie Franck bestattet. Die Grabplatte in hebräischer und deutscher Schrift enthält auf der rechten Seite Informationen zu Sophie – die linke Seite ist bisher unbeschriftet geblieben. Der tatsächliche Ort seiner Bestattung konnte bis heute (Stand: August 2012) in Hannover nicht ermittelt werden.

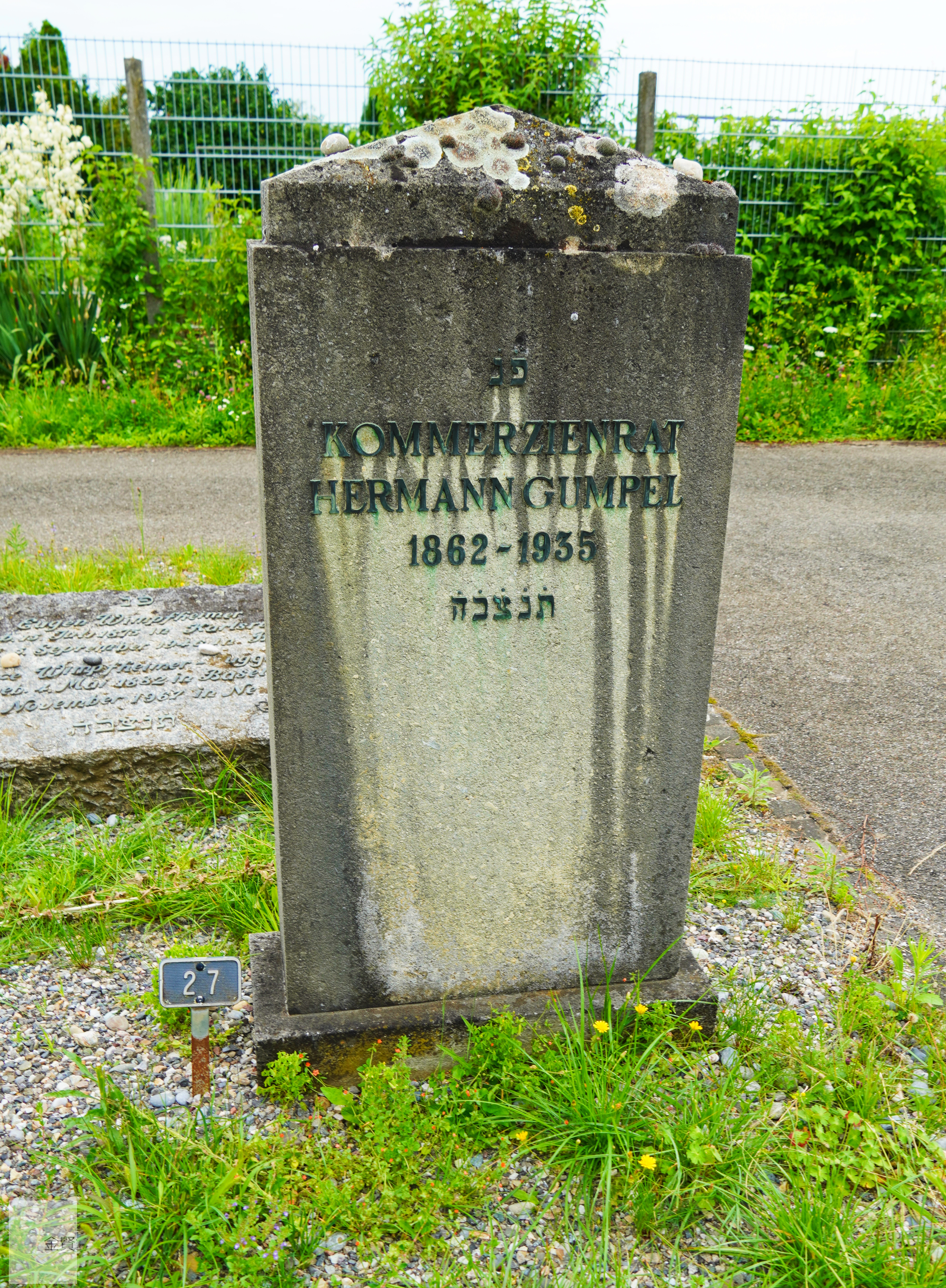
Grabstein von Hermann Gumpel auf dem Israelitischen Friedhof in Basel

Auf dem Israelitischen Friedhof in Basel steht ein Grabstein mit der Aufschrift 'Kommerzienrat Hermann Gumpel 1862–1935'.